# Сэмпсон, Горди
Горди Сэмпсон (англ. Gordie Sampson, Gordon Francis Sampson) — канадский музыкант, автор, продюсер. Писал песни для Кэрри Андервуд, Кит Урбан, Фэйт Хилл, Лиэнн Раймс, Блейк Шелтон, Миранда Ламберт и Rascal Flatts. Также выпустил несколько своих сольных альбомов.
Лауреат многих наград, включая Грэмми, Juno Award, две ASCAP Awards, 14 East Coast Music Awards, имеет почётную степень университетов Университета Кейп-Бретона и St. Francis Xavier University.

## Биография
См. также «Gordie Sampson Career» в английском разделе.

## Дискография
См. также «Gordie Sampson Discography» в английском разделе.

### Альбомы
- Stones (1998)
- Sunburn (2004)
- For the Few and Far Between (2008)
- Almost Beautiful (2011)

## Награды и номинации
См. также «Gordie Sampson Awards and nominations" в английском разделе.
- Grammys
  - 49-я церемония «Грэмми» (2007) — Грэмми за лучшую кантри-песню, «Jesus, Take the Wheel» (победа)
  - 49-я церемония «Грэмми» (2007) — Song of the Year, «Jesus, Take the Wheel» (номинация)
- Juno Awards
  - 2009 — Songwriter of The Year — For The Few and Far Between «Davey Jones»
  - 2009 — Songwriter of the Year "When I Said I Would — Duncan Whitney (номинация)
  - 2007 — Songwriter of The Year, «Jesus, Take The Wheel» (победа)
  - 2005 — Songwriter of The Year, «Sunburn», «Paris» and «You (Or Somebody Like You)» (номинация)
  - 2000 — Best Instrumental Album — In My Hands — Natalie MacMaster (победа)
  - 1999 — Best Roots & Traditional Album — Solo — Stones (номинация)
- CMA
  - 2006 Song of the Year for «Jesus, Take the Wheel» (победа)
- Nashville Songwriters Association
  - 2006 — International Songwriter Achievement Award «Jesus, Take the Wheel» (победа)
  - 2006 — International Song of the Year Award «Jesus, Take The Wheel» (победа)